# Chiesa di San Benedetto (Riccò del Golfo di Spezia)
La chiesa di San Benedetto è un luogo di culto cattolico situato nella frazione di San Bendetto nel comune di Riccò del Golfo di Spezia, in provincia della Spezia. La chiesa è sede della parrocchia omonima del vicariato della Bassa Val di Vara della diocesi della Spezia-Sarzana-Brugnato.

## Storia e descrizione
Posta sulla sommità di un'altura immediatamente alle spalle del Golfo della Spezia, la chiesa di San Benedetto viene citata per la prima volta nella Bolla Vescovile 9 settembre 1569, con la quale ottenne l'indipendenza dalla Pieve di Marinasco, fra le cui dipendenze veniva citata già nel 1470 come "Benefitium Sanctis Benedicti".
Nonostante sul posto esistesse sicuramente una cappella più antica, l'edificio raggiunse le forme e le dimensioni attuali solo nel XVIII secolo.
Nel XVII secolo venne edificato anche l'oratorio di Nostra Signora del Montale, mentre negli anni '30 venne edificata la nuova canonica, adibendo la vecchia ad abitazione civile.
La chiesa possiede una Crocifissione su tela del 1666 di Giovan Battista Casoni, un dipinto del Carpenino e pianete e accessori di seta con ricami policromi dei primi dell’Ottocento.
Facevano e tuttora fanno parte del territorio parrocchiale le località ed oggi frazioni riccolesi di Montecapri, Montetenero, Pozzo, Debbio, Case Molinari, Porcale Inferiore e Porcale Superiore.
La chiesa di San Benedetto è annoverata nel Catalogo dei Beni Culturali Italiani.